# ۴۸ (میلادی)
سال ۴۸ میلادی  یک سال کبیسه بود که از روز دوشنبه در تقویم ژولیانی آغاز می‌شد. در آن زمان، این سال به عنوان سال کنسولی ویتلیوس و پاپلیکولا شناخته می‌شد. نامگذاری این سال به سال ۴۸ میلادی از اوایل قرون وسطی، زمانی که تقویم آنو دومینی به روش رایج در اروپا برای نامگذاری سال‌ها تبدیل شد، مورد استفاده قرار گرفته است.

## رویدادها
بر اساس مکان
چین
- چین: گوانگ وودی (Guang Wudi) آخرین امپراتور دودمان هان شرقی چین، سرزمین تحت سلطه خود را تا مغولستان داخلی گسترش می‌دهد.
- امپراتور گوانگ وو از سلسله هان، سلطه چین بر مغولستان داخلی را احیا کرد. شیونگنوها متحد شده و از مرزهای شمالی امپراتوری محافظت می‌کنند.
- امپراتوری شیانگنو از هم پاشید.

امپراتوری روم
- امپراتور کلودیوس، آگریپای دوم را به عنوان سرپرست معبد اورشلیم منصوب کرد.[۱]
- پوبلیوس اوستوریوس اسکاپولا، فرماندار بریتانیا، قصد خود را برای خلع سلاح تمام بریتانیایی‌ها در جنوب و شرق ترنت و سورن اعلام کرد. آیسنی، یک پادشاهی مستقل و متحد در آن منطقه، شورش کرد اما شکست خورد. اوستوریوس سپس علیه دکانگلی در شمال ولز حرکت کرد، اما مجبور شد برای مقابله با شورشی در میان بریگان‌های متحد، لشکرکشی را رها کند.[۲]
- اشراف گالیک به سنای روم راه یافتند. کلودیوس حقوق شهروندی را به آدویی‌ها اعطا کرد.[۳]

- روم: هوسبازی‌ها و هرزگی‌های مسالینا زن کلودیوس با پیش آمدن زمان یائسگی او به پایان می‌رسد، لیکن او با ترتیب دادن جشن ازدواج با یکی از عاشقان خود در غیاب کلودیوس و به نام گایو سیلیوس (Gaiu Silius) او را به عنوان کنسول معرفی می‌کند.
- روم: با آزاد کردن و تحریک برده‌ای به نام نارسیسوس (Narcissus)، کلودیوس، مسالینا و گایوس سیلیوس عاشق او را به قتل می‌رساند.
- روم: برابر دستور کلودیوس، مردان اشراف و نجبای اهل گل می‌توانند به سناتوری انتخاب شوند.
- روم: کلودیوس با آگریپینای دوم خواهرزاده خود و دختر ژرمانیکوس زناشویی می‌کند.

هند
- هند: با مرگ کوجولا کادفیسس پادشاه کوشانها، سرزمین کوشان از سوی شمال غرب تا کوههای هندوکش توسعه می‌یابد و پسر او به نام ویما کادفیسس (Vima KadPhises) جانشین پدر می‌شود.

کره
- موبون حاکم پادشاهی کره‌ای گوگوریو می‌شود.[۴]

بر اساس موضوع
دین
- پولس طرسوسی در اولین مأموریت خود به قبرس و آسیای صغیر می‌رود.[۵]
- طبق روایات مسیحی، مرثا به آوینیون سفر می‌کند.[۶]

## زادگان
- کای لون، مخترع و سیاستمدار چینی (متوفی 121)

- اولپیا مارسیانا، خواهر تراژان (متوفی ۱۱۲)

## درگذشت‌ها
- گایوس سیلیوس، سیاستمدار رومی (متولد ۱۳ میلادی)

- مینجانگ، حاکم کره‌ای گوگوریو

- منستر، بازیگر پانتومیم رومی

- والریا مسالینا، همسر کلودیوس[۷]